# سیارک ۲۰۸۲۳
سیارک ۲۰۸۲۳ (به انگلیسی: 20823 Liutingchun، نامگذاری:2000UZ7) بیست هزار و هشتصد و بیست و سومین سیارک کشف شده‌است که در ۲۴ اکتبر ۲۰۰۰ کشف شد.
قدر مطلق سیارک برابر ۱۵.۵ است.